# Терешполь-Зигмунти
Терешполь-Зигмунти (пол. Tereszpol-Zygmunty) — село в Польщі, у гміні Терешполь Білгорайського повіту Люблінського воєводства.
Населення — 740 осіб (2011).
У 1975-1998 роках село належало до Замойського воєводства.

## Демографія
Демографічна структура станом на 31 березня 2011 року:
|          | Загалом | Допрацездатний вік | Працездатний вік | Постпрацездатний вік |
| -------- | ------- | ------------------ | ---------------- | -------------------- |
| Чоловіки | 366     | 79                 | 246              | 41                   |
| Жінки    | 374     | 79                 | 208              | 87                   |
| Разом    | 740     | 158                | 454              | 128                  |